# Biggleswade Town FC
Biggleswade Town FC is een voetbalclub uit Engeland, die in 1874 is opgericht en afkomstig uit Biggleswade. De club speelt anno 2020 in de Southern Football League. In 2016 kwam er vanuit de jeugdopleiding een afsplitsing die als Biggleswade FC ging spelen.

## Stadion
De club speelde oorspronkelijk op het Fairfield Road-terrein, dat werd gedeeld met een plaatselijke cricketclub. In de jaren twintig van de twintigste eeuw werd een houten tribune opgetrokken die jarenlang aan weerszijden een Anderson-schuilplaats had. Schijnwerpers werden geïnstalleerd in 1989 en de houten standaard werd afgebroken nadat hij in de jaren negentig was veroordeeld. In 2006 verliet de club Fairfield Road en gedeeld met Bedford United & Valerio, terwijl een nieuw terrein werd gebouwd op Langford Road.
Het nieuwe terrein werd genoemd naar het Carlsberg Stadium voor sponsordoeleinden. Het werd geopend voor de start van het seizoen 2008-2009 met de eerste wedstrijd op 13 augustus 2008 tussen Biggleswade Town tegen Hertford Town. Eindrestultaat was een 1-0 voor de thuisploeg. De grond heeft op dit moment een capaciteit van 3.000 waarvan 300 zitplaatsen.

## Bekende (oud-)spelers
- Kelvin Bossman

## Erelijst
- United Counties League Premier Division Cup (1) : 1973-1974
- United Counties League Division One Cup (2) : 1963-1964, 1979-1980
- South Midlands League Premier Division Cup (1) : 1991-1992
- South Midlands League League Challenge Trophy (1) : 1992-1993
- South Midlands League Floodlit Cup (2) : 1995-1996, 2002-2003
- Spartan South Midlands League Premier Division (1) : 2008-2009
- Biggleswade & District League (1) : 1902-1903
- Bedfordshire Premier Cup (3) : 1922-1923, 1927-1928, 2007-2008
- Bedfordshire Senior Cup (9) : 1902-1903, 1907-1908, 1946-1947, 1950-1951, 1961-1962, 1962-1963, 1966-1967, 1973-1974, 2018-2019
- Huntingdonshire Premier Cup (5) : 1992-1993, 1993-1994, 1997-1998, 2000-2001, 2002-2003

## Records
- Beste FA Cup prestatie : Eerste ronde, 2013-2014
- Beste FA Trophy prestatie : Tweede ronde kwalificatie, 1974-1975 & 2014,2015
- Beste FA Vase prestatie : Kwart Finale, 2008-2009